# Gastrolobium nervosum
Gastrolobium nervosum là một loài thực vật có hoa trong họ Đậu. Loài này được (Meisn.) G. Chandler & Crisp mô tả khoa học đầu tiên năm 2002.